# ブリンズリー・ル・プア・トレンチ (第8代クランカーティ伯爵)
第8代クランカーティ伯爵・第7代フースデン侯爵ウィリアム・フランシス・ブリンズリー・ル・プア・トレンチ（William Francis Brinsley Le Poer Trench, 8th Earl of Clancarty, 7th Marquess of Heusden、1911年9月18日 - 1995年5月18日）は、UFO研究者である。アイルランド貴族であり、オランダ王国における爵位も保有する。

## 生涯
第5代クランカーティ伯爵ウィリアム・フレデリック・ル・プア・トレンチとメアリー・グワトキン・エリスとの間の五男である。父と最初の妻イザベル・モード・ペンリス・ビルトン（ベル・ビルトンの名で女優をしていた。1906年に癌で死去）との間の4人の異母兄姉がいる。第6代、第7代のクランカーティ伯爵は異母兄である。同母の弟と妹が1人ずついる。
トレンチはパンボーン航海大学で教育を受けた。
1956年から1959年まで"Flying Saucer Review"（空飛ぶ円盤レビュー）誌を編集し、国際未確認飛行物体観測隊(International Unidentified Object Observer Corps)を設立した。
1967年にコンタクト・インターナショナル(Contact International)を設立して初代会長を務め、イギリスUFO研究協会(BUFORA)の副会長も務めた。また、エーリッヒ・フォン・デニケンが1968年の著書『未来の記憶』(Erinnerungen an die Zukunft)で提唱した考えを支持する、「古代宇宙飛行士協会」の終身名誉会員でもあった。
1975年、異母兄の第7代クランカーティ伯爵グレンヴィル・シドニー・ロシュフォートが死去したことにより、伯爵位を継承し、貴族院（上院）議員になった。トレンチは貴族院にUFO研究会を設立し、"Flying Saucer Review"を大英図書館に入れ、UFOに関する国家情報の機密解除を推進した。1979年1月18日、トレンチは貴族院でUFOに関する討論会を企画した。討論会において、ストラボルギー男爵デイヴィッド・ケンワージーは政府側の立場で、宇宙人の船が地球を訪問したことを示す証拠は何もないと答弁した。

## 私生活
トレンチは生涯に4度結婚している。最初の妻は準男爵ウィリアム・ヤンガーの娘のダイアナ(Diana Younger, 1919-1999)で、1940年に結婚したが1947年に離婚した。2人目の妻はウィルマ・ベルナップ・バーミリア(Wilma Belknap Vermilyea, 1915-1995)で、1961年に結婚したが1969年に離婚した。3人目の妻はミルドレッド・アレウィン・スポング・ベンセサン(Mildred Allewyn Spong  Bensusan, 1895-1975)で、1974年に結婚したが、翌1975年に死別した。翌1976年にメイ・ビーズリー・ラドニッチ(May Beasley Radonicich, 1904–2003)と結婚した。
トレンチは生涯の大半をサウス・ケンジントンで過ごした。
1995年5月18日にイースト・サセックスのベクスヒル＝オン＝シーで死去した。爵位は同母弟の子供のニコラスが継承した。膨大な書籍や論文のコレクションは、コンタクト・インターナショナルに寄贈された。

## 地球空洞説
1974年、トレンチは『地球内部からの円盤』(Secret of the Ages: UFOs from Inside the Earth)を刊行した。この本でトレンチは、地球の中心は空洞で、その入口が北極と南極にあると述べた。そして、その内部は複数の大きな洞窟とそれらを繋ぐ大きなトンネルからなると説いた。トレンチは、アトランティス大陸がかつて存在し、地下のトンネルはその住民が世界中に建設したものだと考えた。
トレンチは、実際の北極は存在せず、温暖な海のある広い地域が徐々に地球内部に入り込んで行くと考えていた。トレンチは、「人類は船の甲板の上で生活していて、足元で生命が営まれていることに気がついていない」と述べた。地球は球体だが極点は平らになっているとして、地球の内側から外側に流れ出る川がないのであれば、なぜ全ての氷山が凍った淡水で構成されているのだろうかと疑問を呈した。また、トレンチは、未確認飛行物体(UFO)の多くは地球内部からやって来たものだと述べた。それらを作った存在は、（地球の表面の）人類よりも技術的に進んでいるが、超感覚的能力や超能力を操ることができる可能性が高いと示唆した。
トレンチは、それ以前の自身の本で地球空洞説について触れていなかったが、このことについて、「当時は他の人々と同様に、地球内部には溶けた核があると信じるように教育されていた」ためだと述べた。

## その他の主張
『仮説宇宙文明』(The Sky People)でトレンチは、アダムとイブ、ノアなどの聖書上の人物の多くは、元々火星に住んでいたと述べた。トレンチは、アダムとイブは地球外生命体により科学的に作られたと信じていた。トレンチは、聖書におけるエデンの園の記述は地球のものとは思われず、火星には運河があるとされることから、エデンの園は火星にあったに違いないと述べた。そして、火星の北極の氷冠が溶けたために、アダムとイブの子孫は地球に移住したと主張した。
トレンチは、1954年4月4日にエドワーズ空軍基地でドワイト・D・アイゼンハワー大統領と宇宙人が対面した場に同席したという元テストパイロットを知っていると主張した。トレンチによれば、そのテストパイロットは、「5機の異なる宇宙船が基地に着陸した。3つは円盤型で2つは葉巻型だった。宇宙人はある程度人類に似ていた」と述べた。
トレンチは、人類が紀元前6万3千年に他の惑星から宇宙船に乗って地球に着陸してから現在までの系譜をたどることができると主張した。

## 著書
- The Sky People (1960)
  - 日本語訳: 『仮説宇宙文明』小泉源太郎訳、大陸書房、1974年
- Men Among Mankind (1962)
- Forgotten Heritage (1964)
- The Flying Saucer Story (1966)
- Operation Earth (1969)
  - 日本語訳: 『宇宙からの来訪者 驚異のUFO体験』岡部宏之訳、角川文庫、1977年
- The Eternal Subject (1973)
- Secret of the Ages: UFO's from Inside the Earth (1974)
  - 日本語訳: 『地球内部からの円盤』村社伸訳、角川文庫、1975年
- Temple of the Stars (1976)
  - 日本語訳: 『異星人の殿堂』広瀬順弘訳、角川文庫、1976年
- Reptiles from the Internal World (1979)
- China in the Closet: A Romantic Mystery (1981)
- Egos and Sub-Egos (1983)
- UFOs: Just Shiny Birds? with Anna Robb (1984).